# Amblystegium serpens
Amblystegium serpens, auf Deutsch auch manchmal Kriechendes Stumpfdeckelmoos genannt, ist eine in Mitteleuropa weit verbreitete und häufige, aber eher unauffällige Moosart.

## Beschreibung
Die unregelmäßig, aber dicht verzweigten Pflanzen bilden zarte Rasen. Die Sprosse, die einschließlich der Blätter nur ca. 1 mm breit sind, werden bis 4 cm lang und können mit zahlreichen Rhizoiden am Untergrund anhaften.
Die lanzettlichen Blätter sind in eine lange Spitze ausgezogen. Der Blattrand ist ganzrandig, seltener auch gezähnelt. Die Zellen der Blattspreite sind ca. 3- bis 5-mal so lang wie breit. Die Blattrippe reicht bis in die Blattmitte oder etwas darüber, aber nicht bis in die Blattspitze.
Wie bei allen Arten der Gattung ist die Kapsel zylindrisch, gekrümmt, und hat eine schmalste Stelle deutlich unterhalb der Kapselöffnung.

## Verbreitung
Die Art wächst an feuchten oder schattigen Stellen unterschiedlichster Art, vom Flachland bis über die Waldgrenze, in städtischen wie in naturnahen Gebieten, auf Holz, Gestein oder Erde.
Sie ist fast kosmopolitisch verbreitet (nördliche Hemisphäre, Südafrika, Südamerika, Neuseeland). In Mitteleuropa ist sie weit verbreitet und häufig.